# Pacto de Amapala
El Pacto de Amapala fue una de las conferencias unionistas de Centroamérica en el siglo XIX, la cual se llevó a cabo por los gobernantes de El Salvador, Honduras y Nicaragua el 20 de junio de 1895 en la ciudad puerto de Amapala siendo ideado por el presidente hondureño Policarpo Bonilla. 
A raíz de este acuerdo los países firmantes de tal se unieron en la República Mayor de Centroamérica, la cual desde 1898 pasa a llamarse Estados Unidos de Centroamérica. En el mismo año de 1898 el presidente salvadoreño Rafael Antonio Gutiérrez fue derrocado por el general Tomás Regalado, el cual asumió la presidencia de la república salvadoreña tras lo cual declaró la anulación de este pacto lo que llevó a la separación de las otras repúblicas de la Unión Centroamericana.